# 穆桑
穆桑（法語：Moussan，法語發音：[musɑ̃] ⓘ）是法国奥德省的一个市镇，位于该省东北部，属于纳博讷区。

## 地理
穆桑（43°13'53"N, 2°57'1"E）面积14.88 平方千米，位于法国奧克西塔尼大區奥德省，该省份为法国南部沿海省份，北起塔恩省，西北接上加龙省，西接阿列日省，南至东比利牛斯省，东临地中海，东北与埃罗省接壤。
与穆桑接壤的市镇（或旧市镇、城区）包括：屈克萨克多德、马尔科里尼昂、纳博讷、奥德河畔圣马塞尔、萨莱勒多德。
穆桑的时区为UTC+01:00、UTC+02:00（夏令时）。

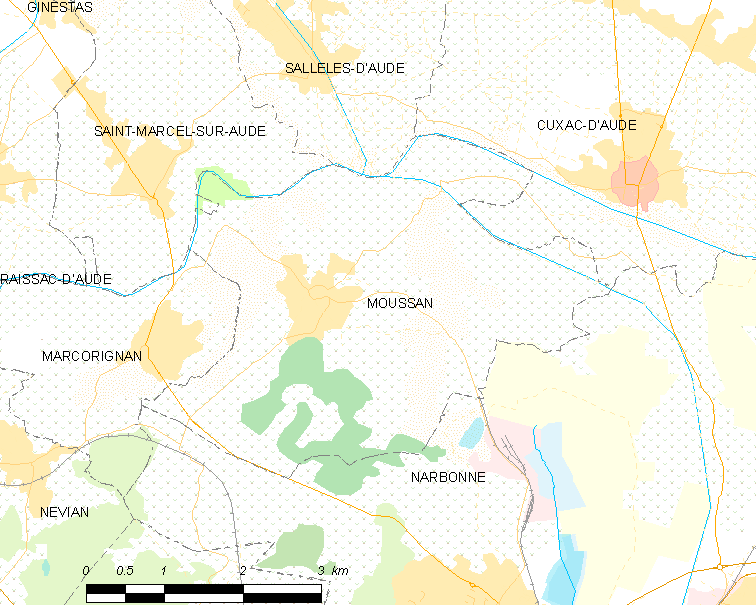
穆桑的OSM定位图

## 行政
穆桑的邮政编码为11120，INSEE市镇编码为11258。

## 政治
穆桑所属的省级选区为南密涅瓦县。

## 交通
奥德省省道D69线、D169线、D369线和D469线在市中心交汇，省道D607线经过境内西南侧。
波尔多－塞特铁路经过境内但未设站。

## 人口

1962-2008年间穆桑人口变化图示

穆桑于2022年1月1日时的人口数量为2079人。